# Esteban Tuero
Esteban Eduardo Tuero (Buenos Aires, 22 aprile 1978) è un ex pilota automobilistico argentino, che ha gareggiato anche in Formula 1.

## Carriera

### Formule minori
Figlio di un pilota amatoriale, Tuero si appassionò presto ai kart, salendovi per la prima volta a sette anni. Dopo diversi successi, si trasferì in Formula Renault nel 1993, mentre l'anno seguente conquistò il titolo di campione nella Formula Honda Argentina correndo per il Team Crispi. 
L'anno successivo, nel 1995, abbandonò gli studi e l'Argentina per trasferirsi in Italia e disputare il campionato di Formula 2000. All'esordio assoluto, Tuero riuscì a imporsi, laureandosi campione al volante di una Dallara. I buoni risultati gli procurarono un volante in F3 italiana, in cui attirò l'attenzione di Giancarlo Minardi che decise di metterlo sotto contratto.
Negli anni successivi continuò il suo impegno in Formula 3 italiana, alternandosi nel 1996 in Formula 3000 e infine in Formula Nippon nel 1997, anno nel quale ricoprì anche il ruolo di tester per la Minardi.

### Formula 1

Tuero su Minardi M198 nel Gran Premio di San Marino 1998

Tuero approdò in Formula 1 nel 1998, quando venne scelto dalla Minardi come seconda guida da affiancare al giapponese Shinji Nakano. All'epoca era il terzo debuttante più giovane in assoluto a debuttare nel mondiale ed era considerato un pilota dal sicuro avvenire. Dopo aver percorso circa 2000 km di test, necessari per il rilascio della Superlicenza da parte della FIA, Tuero iniziò la stagione al Gran Premio d'Australia, in cui impressionò con una buona qualifica anche se in gara fu costretto al ritiro. Nelle gare seguenti, la stagione si rivelò però piuttosto deludente: spesso battuto dal compagno di squadra, riuscì a vedere la bandiera a scacchi solo quattro volte senza mai cogliere punti, con un ottavo posto al Gran Premio di San Marino come miglior piazzamento.
Il campionato di Tuero terminò con un incidente nella gara conclusiva in Giappone, quando alla chicane del triangolo tamponò la Tyrrell guidata dal padrone di casa Toranosuke Takagi, mettendo fine alla gara di entrambi. Il ritiro dell'unica Tyrrell ancora in gara, comunque, permise alla Minardi di conservare il decimo posto del campionato costruttori, l'ultimo piazzamento utile per accedere alla spartizione dei proventi derivanti dai diritti televisivi, obiettivo di vitale importanza per la scuderia italiana.

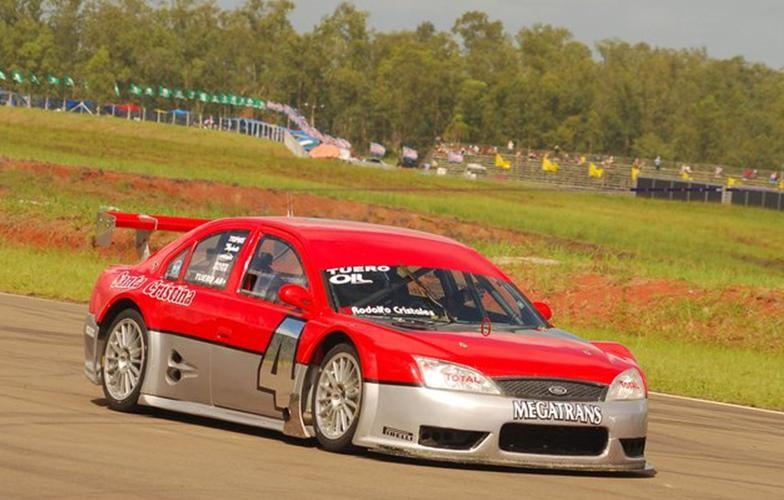
Tuero impegnato nel 2010 in una gara di Top Race V6 in Argentina

Nell'incidente riportò una frattura a una vertebra cervicale. Anche se la Minardi gli offrì il rinnovo anche per l'anno successivo, Tuero decise di rifiutare l'offerta. Il pilota argentino non chiarì mai il perché del suo ritiro dalla Formula 1.

### Il ritorno in Argentina
Dopo la sua breve permanenza nella massima formula, tornò in Argentina per partecipare al campionato TC2000. A partire da questo momento, con l'eccezione della partecipazione ad alcune gare del Campionato FIA GT, la carriera di Tuero si svolse in Sudamerica. Corse anche nel Campeonato Argentino de Turismo Nacional, del quale vinse la Classe 3 nel 2008 a bordo di una Ford Focus.

## Risultati in Formula 1
| 1998 | Scuderia | Vettura |     |     |     |   |    |     |     |     |     |     |    |     |     |    |     |     |  | Punti | Pos. |
| ---- | -------- | ------- | --- | --- | --- | - | -- | --- | --- | --- | --- | --- | -- | --- | --- | -- | --- | --- |  | ----- | ---- |
| 1998 | Minardi  | M198    | Rit | Rit | Rit | 8 | 15 | Rit | Rit | Rit | Rit | Rit | 16 | Rit | Rit | 11 | Rit | Rit |  | 0     | 19º  |

| Legenda | 1º posto     | 2º posto | 3º posto    | A punti         | Senza punti/Non class.  | Grassetto – Pole position Corsivo – Giro più veloce |
| Legenda | Squalificato | Ritirato | Non partito | Non qualificato | Solo prove/Terzo pilota | Grassetto – Pole position Corsivo – Giro più veloce |